# Mishima Shohei
Shohei Mishima (sinh ngày 20 tháng 11 năm 1995) là một cầu thủ bóng đá người Nhật Bản.

## Sự nghiệp câu lạc bộ
Shohei Mishima đã từng chơi cho FC Gifu.